# Regione di Askeran
La regione di Askeran (in armeno Ասկերան) è stata una delle otto regioni che componevano la repubblica del Nagorno Karabakh, fino al 2024 repubblica di Artsakh, e si trovava proprio nel cuore dello Stato. Al suo interno sorgeva la capitale Step'anakert, che tuttavia formava un distretto amministrativo autonomo.
La regione annoverava un centro urbano (il capoluogo Askeran, 2 100 abitanti) e 41 centri rurali, per una popolazione complessiva di 18 100 abitanti (al 2015); l'area totale è di 1221,92 chilometri quadrati .
Comprendeva tutto il territorio del distretto di Xocalı e parte di quello di Ağdam, dove sorgeva l'omonimo centro, poi ribattezzato Akna.
Procedendo da Akna verso nord in direzione Martakert, dopo aver superato i resti di Tigranocerta, sorge un castello edificato nel diciottesimo secolo da Panakh Khan.

## Lista delle comunità regionali

### Comunità urbane
- Askeran

### Comunità rurali
- Akna
- Aknaghbyur
- Armenakavan
- Astghashen
- Avetaranots
- Aygestan
- Badara
- Dahrav
- Djraghatsner
- Harav
- Hilis
- Hovsepavan
- Ivanian
- Karashen
- Karmirgyugh
- Khachen
- Khachmach
- Khantsk
- Khndzristan
- Khramort
- Krasni
- Kyatuk[3]
- Lernavan
- Lusadzor
- Madatashen
- Mkhitarishen
- Moshkhmhat
- Nakhidjevanik
- Noragyukh
- Parukh
- Rev
- Sardarashen
- Sarnaghbyur
- Shosh
- Sghnakh
- Sznek
- Tsaghkashat
- Ukhtasar
- Vardadzor
- Voskevaz